# Rodershausen (Luxembourg)
Pour l’article homonyme, voir Rodershausen (Rhénanie-Palatinat).
Rodershausen (luxembourgeois : Rouderssen) est une section de la commune luxembourgeoise du Parc Hosingen située dans le canton de Clervaux.

## Histoire
Avant le 1er janvier 2012, Rodershausen faisait partie de la commune de Hosingen qui fut dissoute lors de la création de la commune du Parc Hosingen.